# Пад тай
Пад тай (тай. ผัดไทย) — страва тайської кухні, основою якого є швидкозасмажена  рисова локшина в спеціальній суміші соусів з додаванням різних проростків та овочів. Поширена по всьому Таїланду, популярна страва як вуличної кухні, так і ресторанів. 
Часто пад тай готують із додаванням м'яса чи птиці найчастіше курки), морепродуктів. Всі інгредієнти попередньо замочують(у випадку овочів) та маринують(м'ясну частину). Процес готування займає всього декілька хвилин, коли на сильно розпечену сковорідку все висипають і перемішують в спеціальній суміші соусів, саме суміш соусів визначає особливий смак страви.
Хоча рисова локшина, обсмажена у фритюрі, з'явилася у Таїланді з Китаю ще багато століть тому, страва пад-тай була винайдена в середині 20-го століття.